# Archiloa petiti
Archiloa petiti är en plattmaskart som beskrevs av Ax 1956. Archiloa petiti ingår i släktet Archiloa och familjen Monocelididae. Inga underarter finns listade i Catalogue of Life.